# Veracruz, Veracruz
Veracruz, numit oficial Heroica Veracruz, este un oraș portuar major din Mexic, situat pe coasta Golfului Mexic, în partea centrală a statului, la 90 km nord de capitala statului Veracruz – Xalapa.
Cu o populație de 554.830 de locuitori (2010), Veracruz este cel mai mare oraș din stat. Construit în timpul colonizării spaniole, Veracruz este cel mai vechi, cel mai mare și cel mai important port din Mexic.

## Clima
| Date climatice pentru Veracruz, Mexic                                                                                       | Date climatice pentru Veracruz, Mexic | Date climatice pentru Veracruz, Mexic | Date climatice pentru Veracruz, Mexic | Date climatice pentru Veracruz, Mexic | Date climatice pentru Veracruz, Mexic | Date climatice pentru Veracruz, Mexic | Date climatice pentru Veracruz, Mexic | Date climatice pentru Veracruz, Mexic | Date climatice pentru Veracruz, Mexic | Date climatice pentru Veracruz, Mexic | Date climatice pentru Veracruz, Mexic | Date climatice pentru Veracruz, Mexic | Date climatice pentru Veracruz, Mexic |
| Luna | Ian                                   | Feb                                   | Mar                                   | Apr                                   | Mai                                   | Iun                                   | Iul                                   | Aug                                   | Sep                                   | Oct                                   | Nov                                   | Dec                                   | Anual                                 |
| --- | ------------------------------------- | ------------------------------------- | ------------------------------------- | ------------------------------------- | ------------------------------------- | ------------------------------------- | ------------------------------------- | ------------------------------------- | ------------------------------------- | ------------------------------------- | ------------------------------------- | ------------------------------------- | ------------------------------------- |
| Maxima medie °C (°F) | 24.3 (75,7)                           | 24.6 (76,3)                           | 26.5 (79,7)                           | 28.7 (83,7)                           | 30.4 (86,7)                           | 30.8 (87,4)                           | 30.9 (87,6)                           | 31.2 (88,2)                           | 30.8 (87,4)                           | 29.6 (85,3)                           | 27.6 (81,7)                           | 25.5 (77,9)                           | 28,4 (83,1)                           |
| Media zilnică °C (°F) | 21.2 (70,2)                           | 21.6 (70,9)                           | 23.4 (74,1)                           | 25.6 (78,1)                           | 27.4 (81,3)                           | 28.0 (82,4)                           | 27.6 (81,7)                           | 28.0 (82,4)                           | 27.6 (81,7)                           | 26.5 (79,7)                           | 24.5 (76,1)                           | 22.5 (72,5)                           | 25,3 (77,5)                           |
| Minima medie °C (°F) | 18.1 (64,6)                           | 18.5 (65,3)                           | 20.6 (69,1)                           | 22.8 (73)                             | 24.6 (76,3)                           | 24.5 (76,1)                           | 23.6 (74,5)                           | 23.9 (75)                             | 23.6 (74,5)                           | 22.7 (72,9)                           | 20.9 (69,6)                           | 19.3 (66,7)                           | 21,9 (71,4)                           |
| Minima istorică °C (°F) | 5.8 (42,4)                            | 7.2 (45)                              | 2.0 (35,6)                            | 9.0 (48,2)                            | 14.5 (58,1)                           | 17.0 (62,6)                           | 19.8 (67,6)                           | 13.2 (55,8)                           | 17.0 (62,6)                           | 12.0 (53,6)                           | 2.0 (35,6)                            | 0.2 (32,4)                            | 0,2 (32,4)                            |
| Ploaie mm (inches) | 37.9 (1.492)                          | 17.8 (0.701)                          | 13.1 (0.516)                          | 24.4 (0.961)                          | 74.2 (2.921)                          | 196.3 (7.728)                         | 385.1 (15.161)                        | 320.5 (12.618)                        | 292.6 (11.52)                         | 130.7 (5.146)                         | 32.0 (1.26)                           | 39.6 (1.559)                          | 1.564,0 (61,575)                      |
| Umiditate [%] | 80                                    | 80                                    | 81                                    | 80                                    | 78                                    | 79                                    | 79                                    | 78                                    | 78                                    | 74                                    | 77                                    | 80                                    | 79                                    |
| Nr. mediu de zile ploioase (≥ 0.1 mm)                                                                                       | 5.3                                   | 3.1                                   | 3.8                                   | 3.8                                   | 5.0                                   | 12.8                                  | 18.5                                  | 16.4                                  | 15.4                                  | 10.6                                  | 6.2                                   | 5.7                                   | 106,7                                 |
| Ore însorite | 145.7                                 | 158.1                                 | 189.1                                 | 207.0                                 | 204.6                                 | 207.0                                 | 204.6                                 | 223.2                                 | 186.0                                 | 192.2                                 | 180.0                                 | 145.7                                 | 2.243,4                               |
| Sursa nr. 1: Hong Kong Observatory (temperature and sun)                                                                    |                                       |                                       |                                       |                                       |                                       |                                       |                                       |                                       |                                       |                                       |                                       |                                       |                                       |
| Sursa nr. 2: Colegio de Postgraduados (humidity and extremes), Servicio Meteorológico Nacional (precipitation and extremes) |                                       |                                       |                                       |                                       |                                       |                                       |                                       |                                       |                                       |                                       |                                       |                                       |                                       |

## Orașe înfrățite
| Steag                      | Oraș      | Regiune    | Țară     |
| -------------------------- | --------- | ---------- | -------- |
| Spania                     | Cádiz     | Andalusia  | Spania   |
| Statele Unite ale Americii | Tampa     | Florida    | SUA      |
| Spania                     | Valencia  | Valencia   | Spania   |
| Brazilia                   | Santos    | São Paulo  | Braziial |
| Statele Unite ale Americii | San Jose  | California | SUA      |
| Statele Unite ale Americii | Galveston | Texas      | SUA      |

## Consulate
În Veracruz își desfășoară activitatea consulate ale următorelor țări:
- Belgia
- Cuba
- Finlanda
- Germania
- Guatemala
- Honduras
- Italia
- Olanda
- El Salvador
- Elveția